# Antoine's
Antoine's è un ristorante storico di New Orleans. Aperto nel 1840, è uno dei più antichi ristoranti statunitensi ad essere gestito dalla stessa famiglia che lo aveva fondato. Specializzato in cucina creola della Louisiana, è situato al 713 di rue St Louis, nel quartiere francese.

## Storia
Angelo "Antoine" Alciatore era un ristoratore italiano nativo di Alassio che in giovane età si era trasferito con la famiglia in Francia. Oltralpe aveva iniziato a lavorare nella ristorazione formandosi nelle cucine dei ristoranti. Emigrato negli Stati Uniti nel 1838 e stabilitosi temporaneamente a New York, due anni dopo raggiunse New Orleans dove il 3 aprile 1840 aprì il suo locale al 50 di rue St. Louis. Nel 1868 il ristorante si traferì nella sede attuale. Antoine gestì il locale sino al 1875, anno in cui rientrò in Francia dove morì nel 1877. Il locale fu gestito dalla moglie Julie Freysz sino al 1887, quando passò le redini al figlio Jules.
Jules Alciatore, che aveva alle spalle una lunga formazione nei ristoranti francesi, gestirà il ristorante sino al 1934. Durante la sua gestione acquistò anche le proprietà circostanti, tra cui un ex alloggio per gli schiavi e una rimessa per le carrozze. Al termine degli ampliamenti Antoine's poteva ospitare 800 persone nelle sue quindici sale da pranzo. Ogni sala era poi decorata secondo un tema, molti dei quali facevano riferimento a un krewe del Mardi Gras, come Rex, Proteus, Twelfth Night o Maison Verte.
In seguito, il figlio di Jules, Roy, prese le redini del locale fino al 1972. Dopo la morte di Roy, William J. Guste e Roy Guste, entrambi pronipoti di Antoine Alciatore, si sono succeduti per un breve periodo di tre anni prima di affidare il locale a Roy Guste Jr. che lo gestì fino al 1984. Per i successivi vent'anni, tra il 1985 e il 2004, il ristorante sarebbe stato gestito da Bernard "Randy" Guste, cugino di Roy Guste Jr. Nel 2005 Rick Blount, figlio di Yvonne Alciatore Blount, figlia di Roy, è stato assunto come proprietario e gestore nel tentativo di salvare il ristorante da una situazione economica critica. Sotto la sua gestione, il ristorante si è ripreso dopo l'uragano Katrina. Ha provveduto a rinnovare le infrastrutture, a modificare il menu e a cambiare le sale da pranzo.

## Cucina
Il menu è composto principalmente da piatti della tradizione creola della Louisiana influenzata dalla cultura francese, alcuni dei quali sono stati inventati qui e sono diventati famosi a livello internazionale, come le ostriche Rockefeller, il Pompano en papillote e le uova Sardou. Il ristorante ha anche inventato il café diabolique brûlot, creato da Jules Alciatore.